# Швырков, Егор Петрович

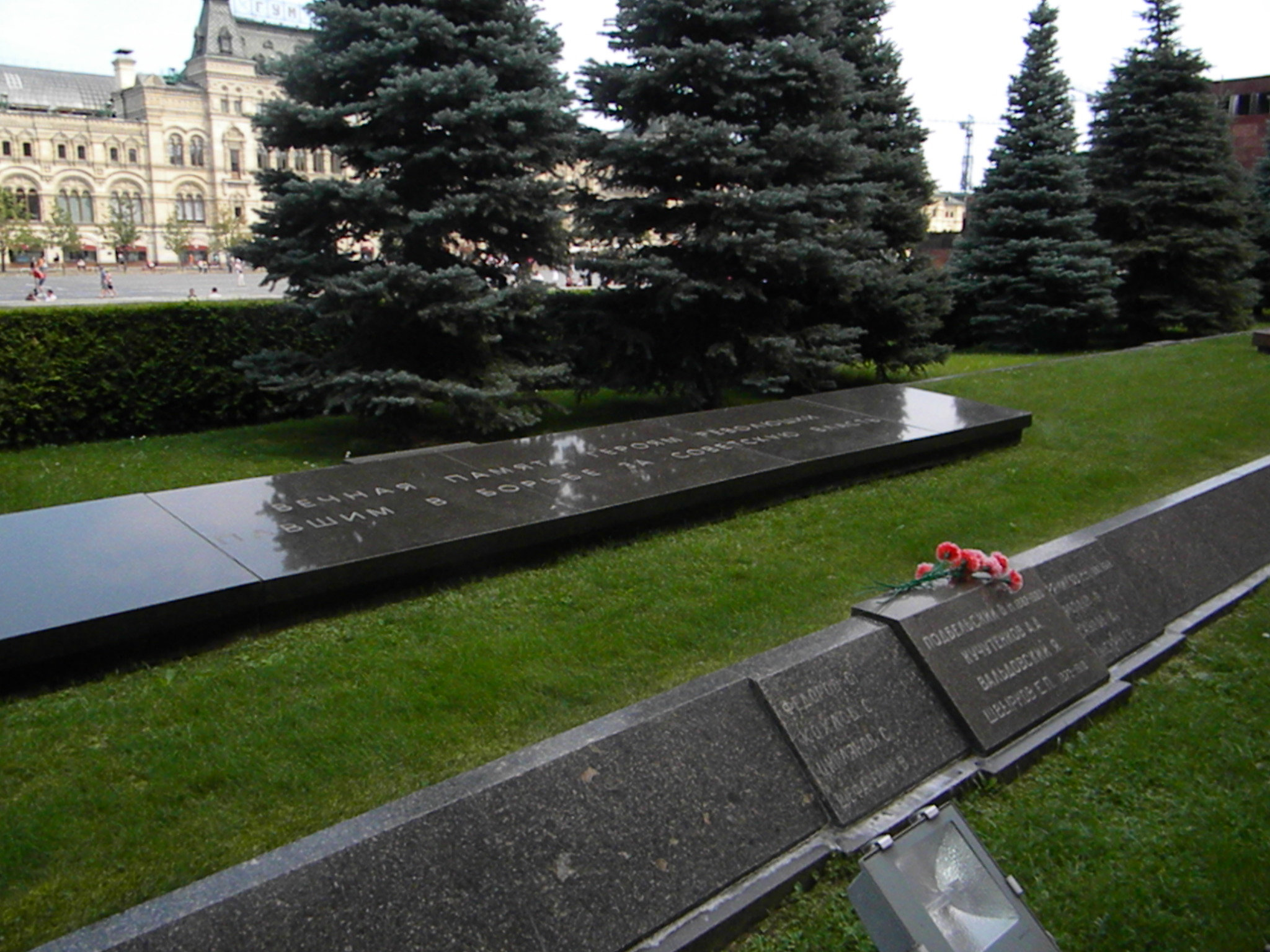
Надгробная плита у Кремлёвской стены

Егор Петрович Швырков (1873, Демидково, Рузский район — 4 апреля 1918, Москва) — милиционер 1-го Пятницкого комиссариата г. Москвы.

## Биография
С девяти лет работал на фабрике. В начале Первой мировой войны был призван в армию.
После Октябрьской революции поступил на службу в московскую милицию.
Имел пятерых детей.

### Подвиг
4 апреля 1918 года со своим напарником Семёном Пекаловым нёс службу у Устьинского моста. К ним подошли 15 вооружённых мужчин, и, предъявив документы сотрудников Московской чрезвычайной комиссии, попросили оказать содействие в обыске у контрреволюционеров в доме № 12 по Космодамианской набережной.
Увидев милиционеров, дворник открыл ворота и пропустил людей во двор. Но милиционерам показалось поведение сотрудников МЧК подозрительным. А когда они явно проявили намерение ограбить жильцов, вступили с ними в бой. Несколько бандитов было убито, остальные убежали. Ни одна квартира не была ограблена и не пострадал ни один из жильцов. Однако в схватке с бандитами Швырков был убит, а Пекалов смертельно ранен.
Похоронен у Кремлёвской стены.

## Память
- Бюст установлен в Центральном музее МВД и музее Главного управления внутренних дел Москвы.
- В Москворецком районе учрежден Почётный вымпел имени Швыркова и Пекалова для награждения милиционеров.
- Мемориальная доска обоим милиционерам установлена на здании отдела МВД по району Замоскворечье[1].